# 薩拉托加鎮區 (愛荷華州霍華德縣)
薩拉托加鎮區（英語：Saratoga Township）是位於美國愛荷華州霍華德縣的一個行政鎮區。

## 地方資料
根據2010年美國人口普查的數據，薩拉托加鎮區的面積為100.60平方千米，當中陸地面積為100.58平方千米，而水域面積為0.02平方千米。當地共有人口262人，而人口密度為每平方千米2.6人。